# Ruedi Seiler
Rudolf „Ruedi“ Seiler (* 26. Dezember 1939 in Uetikon am See) ist ein Schweizer mathematischer Physiker und Hochschullehrer. Er befasst sich insbesondere mit topologischen Aspekten im Quanten-Hall-Effekt (teilweise mit Joseph Avron), Quanteninformationstheorie und Informatik (Datenkompression).

## Leben und Werk
Seiler studierte von 1959 bis 1964 an der ETH Zürich Physik und Mathematik mit dem Diplom in Physik als Abschluss. Anschließend promovierte er 1966 an der ETH Zürich bei Res Jost mit der Dissertation: Reellanalytische kovariante Funktionen und ihre analytische Fortsetzung im Komplexen. Anschließend forschte er als Postdoc von 1967 bis 1968 am Department of Chemistry an der Northwestern University in  Evanston (Illinois). Von 1968 bis 1971 war er Postdoctoral Fellow und Assistent Professor am Department of Physics an der University of Pittsburgh. Von 1971 bis 1972 war er Maitre de Conférence Associé an der Universität Aix-Marseille und dem Centre de Physique Théorique, Centre national de la recherche scientifique in Marseille. Von 1972 bis 1983 war er Professor für Theoretische Physik an der Freien Universität Berlin und von 1982 bis 2008 Professor für Mathematik an der TU Berlin. Seit 2007 ist er Managing Director der von ihm gegründeten integral-learning GmbH.

## Schriften
- Herausgeber mit Robert Schrader, D. A. Uhlenbrock:  Mathematical problems in theoretical physics : Proceedings of the VIth International Conference on Mathematical Physics, Berlin (West), August 11–20, 1981, Springer Verlag 1982
- mit Joseph Avron, Barry Simon: Charge deficiency, Charge Transport and Comparison of Dimensions, Comm. Math. Phys., Band 159, 1994, S. 399
- mit Avron, Daniel Osadchy A topological look at the Quantum Hall Effect, Physics Today, August 2003, S. 38
- mit Avron, L. G. Yaffe: Adiabatic theorems and applications to the quantum Hall effect, Commun. Math. Phys., Band 110, 1987, S. 33–49,
- mit Avron: Quantization of the Hall conductance for general multiparticle Schrodinger operators, Phys. Rev. Lett. 54, 1985,  259–262
- mit Avron, B. Simon: Homotopy and quantization in condensed matter physics, Phys. Rev. Lett. 51, 1983, 51–54